# Branko Vukičević
Branko Vukičević (cyr. Бранко Вукићевић; ur. 18 grudnia 1961 w Belgradzie) – serbski koszykarz, w barwach Jugosławii brązowy medalista olimpijski z Los Angeles.
Był zawodnikiem OKK Belgrad, a następnie zespołów z Zagrzebia. Z Ciboną sięgnął po dwa tytuły mistrza Jugosławii, zdobył dwa Puchary Europy Mistrzów Krajowych (1985, 1986) oraz Puchar Saporty (1987). Brązowy medal igrzysk był jego największym sukcesem osiągniętym z reprezentacją, w 1983 zwyciężył w igrzyskach śródziemnomorskich.

## Osiągnięcia
Klubowe
- Mistrz Jugosławii (1984, 1985)
- Puchar:
  - Europy Mistrzów Krajowych (dzisiejsza Euroliga - 1985, 1986)
  - Saporty (dzisiejszy Eurocup - 1987)
  - Jugosławii (1985, 1986, 1988)

Reprezentacja
- Igrzyska olimpijskie 1984
- Mistrzostwa Europy U-18 (1980)